# Hezychiusz z Miletu
Hezychiusz z Miletu (gr. Ησύχιος ο Μιλήσιος, Hesychios o Milesios) – kronikarz bizantyński z VI wieku. Autor, w większości zaginionej, Historii rzymskiej i powszechnej, kroniki doprowadzonej do 518 roku oraz Onomatologa, zestawionego w porządku chronologicznym wykazu sławnych pisarzy greckich.

## Osoba
Hezychiusz żył w drugiej połowie VI wieku w Konstantynopolu. Nosił tytuł ekscelencji, illustrios, co dowodzi, że piastował jakiś wyższy urząd na dworze cesarskim. Według Focjusza (Biblioteka, cod. 69) był autorem dwóch prac historycznych i jednej onomastycznej.

## Dzieło
Pierwsza z jego prac, zatytułowana według świadectwa Focjusza Historia rzymska i powszechna (Historía romaiké te kaj patodapé), a według Księgi Suda zwana Kroniką dziejów (Chroniké historía) składała się z 6 ksiąg, nazwanych przez autora rozdziałami. Hezychiusz rozpoczął ją od przedstawienia rządów asyryjskiego króla Belosa i doprowadził do śmierci cesarza Anastazjusz I (518 rok). Utwór zachował się jedynie we fragmentach. Dłuższy urywek dotyczy czasu narodzin Chrystusa. Osobny fragment, stanowiący początek szóstej księgi został wydany pod tytułem Starożytności Konstantynopola i jako samodzielny utwór został włączony przez Jerzego Kodina do jego pracy pod tym samym tytułem, jako jej pierwsza część.
Kontynuacją Historii rzymskiej był całkowicie zaginiony utwór Hezychiusza, który, jak wynika ze wzmianki Focjusza poświęcony był panowaniu cesarza Justyna I (518-527) i pierwszym latom rządów Justyniana I.
Dużym zainteresowaniem cieszyła się praca encyklopedyczna Hezychiusza zatytułowana Onomatolog, czyli wykaz sławnych pisarzy (Onomatològos e pínkas ten en pajdéja onomastòn), ułożony w porządku chronologicznym. Focjusz i Księga Suda znali już tylko jej skrót, Epitomé, który później również zaginął. Epitomé przedstawiała sławnych pisarzy greckich w porządku alfabetycznym podzielonych na grupy: najpierw poetów, następnie filozofów, historyków, retorów, sofistów, gramatykow, lekarzy, astrologów. Biogramy były opracowane w ten sam sposób, według schematu: imię autora, jego pochodzenie, uprawiany rodzaj literacki, imiona rodziców, dzieci, nauczyciele i uczniowie, miejsce i czas działalności, ewentualnie data śmierci. Materiał do swojej pracy czerpał Hezychiusz częściowo z inskrypcji, częściowo z pism historycznych i językoznawczych Porfiriusza. Druga redakcja Epitomé zawierała ponad 30 biogramów autorów chrześcijańskich wziętych z Viri illustres Hieronima, znanego w Bizancjum z przekładu Sofroniusza.
Pod imieniem Hezychiusza zachował się też utwór O sławnych literatach (Perí ton en pajdéja dialapsánton), prymitywna kompilacja Diogenesa Laertiosa i Księgi Suda z XIII stulecia.
Hezychiusz pisał językiem wzorowanym na piśmiennictwie klasycznym, stylem zwartym i eleganckim.